# 오노우에 시게오
오노우에 시게오(일본어: 尾上 恵生, 1976년 7월 15일 ~ )는 일본의 전 축구 선수이다.

## 구단 경력
과거 미토 홀리호크에서 활동하였다.